# کمپتن ایم آلگوی
شهر کمپتن ایم آلگوی (به آلمانی: Kempten im Allgäu) در ایالت بایرن در کشور آلمان واقع شده‌است.